# Witold Hałat
Witold Hałat (ur. 1927 w Dąbrowie Górniczej zm. 29 kwietnia 2016 w Stargardzie) – podpułkownik Wojska Polskiego

## Życiorys
Witold Hałat urodził się 5 grudnia 1927 w Dąbrowie Górniczej, w rodzinie Józefa. Od 1951 w Wojsku Polskim, jako podchorąży Technicznej Oficerskiej Szkoły Wojsk Pancernych w Giżycku, którą ukończył 1 października 1952. Został skierowany na stanowisko technika w Szkole Młodszych Specjalistów Wojsk Pancernych nr 4 (JW 2185) w Stargardzie Szczecińskim ulokowanej w kompleksie „czerwone koszary”. Kolejne stanowiska w latach 1952–1961, to dowódca plutonu i wykładowca. W 1961 został skierowany jako słuchacz do Oficerskiej Szkoły Wojsk Pancernych w Poznaniu, którą ukończył 21 grudnia 1963 roku. Po jej ukończeniu był na stanowisku dowódcy kompanii szkolnej w Szkole Młodszych Specjalistów Wojsk Pancernych (JW 2185).
W latach 1967 do 1971 piastował stanowisko zastępcy dowódcy w Szkole Młodszych Specjalistów Wojsk Pancernych. Od 1971 do 1974 służył na stanowisku zastępcy komendanta ds. szkolenia w Ośrodku Szkolenia Młodszych Specjalistów Wojsk Pancernych (JW 2185), a następnie był komendantem Ośrodka. W 1974 został szefem Garnizonowego Ośrodka Mobilizacyjnego znajdującego się w kompleksie „białe koszary” 9 pułku zmechanizowanego 12 Dywizji Zmechanizowanej w Stargardzie Szczecińskim. Następnie został szefem Terenowego Aparatu Mobilizacyjnego. 2 listopada 1987 odszedł na emeryturę w stopniu podpułkownika po 36 latach służby w wojsku. Wstąpił na emeryturze do Związku Żołnierzy Wojska Polskiego koła Nr 19 w Stargardzie Szczecińskim. Podpułkownik Witold Hałat zmarł 29 kwietnia 2016, został pochowany na cmentarzu przy ulicy Kościuszki w Stargardzie, odszedł w wieku 88 lat. Miał żonę Klarę i syna Jerzego.

## Awanse
- podporucznik – 1952
- porucznik – 1955
- kapitan – 1959
- major – 1967
- podpułkownik – 1972

## Ordery i odznaczenia
- Krzyż Kawalerski Orderu Odrodzenia Polski (leg. Nr 389/80/14 z 18.03.1980)[2]

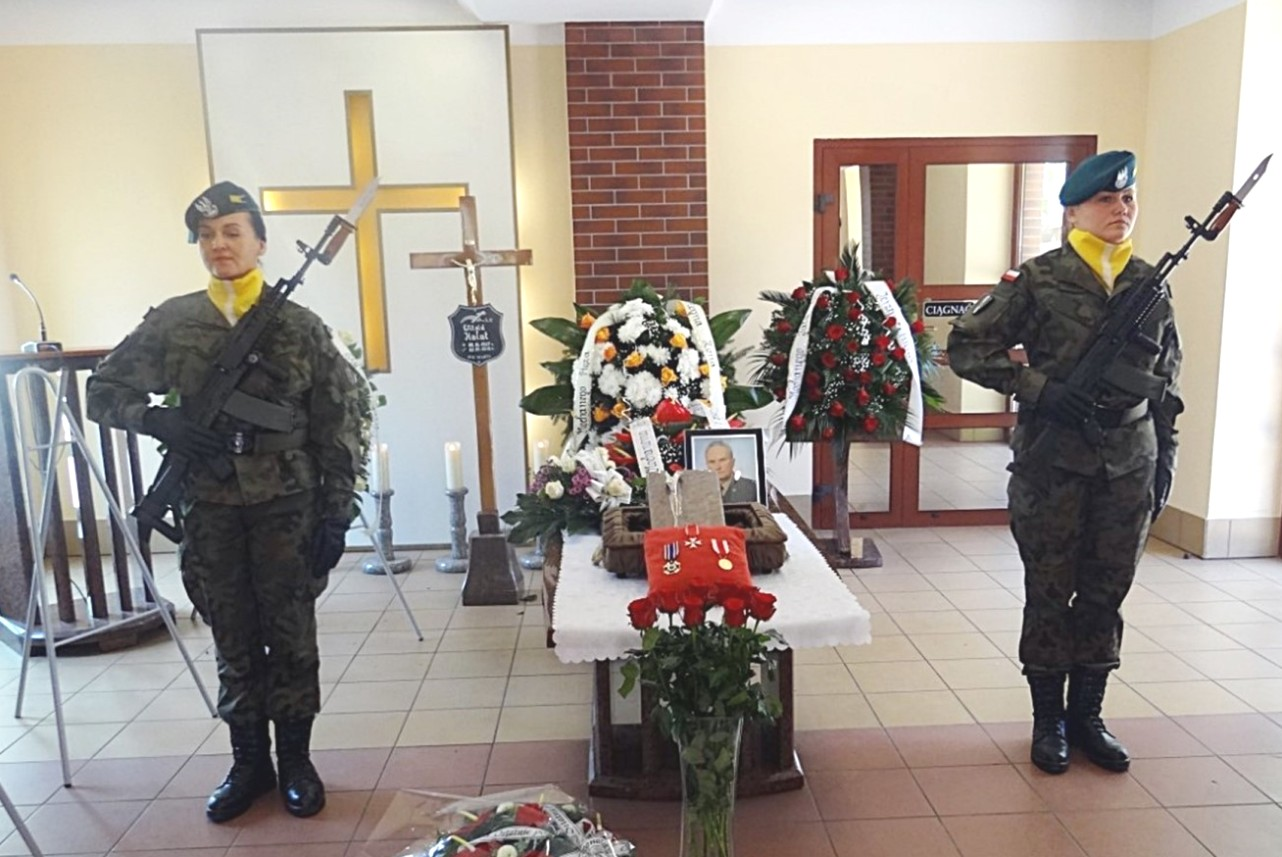
Pożegnanie ppłk. Witolda Hałata

- Srebrny Krzyż Zasługi (leg. Nr 293/70/439 z 04.05.1970)[3]
- Złoty Medal „Siły Zbrojne w Służbie Ojczyzny”
- Złoty Medal „Za zasługi dla obronności kraju”
- Srebrny Medal „Za zasługi dla obronności kraju”
- Srebrny Medal „Siły Zbrojne w Służbie Ojczyzny”
- Brązowy Medal „Za zasługi dla obronności kraju”
- Brązowy Medal „Siły Zbrojne w Służbie Ojczyzny”
- Odznaka Gryfa Pomorskiego
- Odznaka pamiątkowa 9 Zaodrzańskiego Pułku Zmechanizowanego